# Матвеев, Егор Владимирович
Егор Владимирович Матвеев (31 октября 1988, Москва) — российский режиссёр, актёр.

## Биография
Родился 31 октября 1988 года в Москве, в семье работников театра.
В 14 лет поступил в Школу юного журналиста при журфаке МГУ. Окончил журфак МГУ по специальности «Международная журналистика». Работал редактором международного отдела новостей телеканала «Звезда», на телеканале «Пятый канал» в редакции научно-популярной передачи «Реальный мир».
Окончил в 2016 году режиссёрский факультет ГИТИС (мастерскую Е. Каменьковича и Д. Крымова) по специальности «Режиссура драмы».
Работал в качестве дизайнера, режиссёра и сценариста квестов компании «Клаустрофобия»: «Коллекционер», «Салемская ведьма», «Кома», «Операция „Полёт Феникса“».
Автор проектов в Gogol School, Центре им. Вс. Мейерхольда, режиссер экспериментального спектакля по рассказам Р. Сенчина «Дорогие овощи» на международном фестивале «ТERRITORIЯ» и др.
В 2019г. выступил в роли художественного руководителя и куратора современной части выставки «РайON.0» в «Музее Москвы». Во время действия выставки представил дилогию спектаклей «HR: Художник» и «HR: Гражданин». В этом же году был участником международной театральной лаборатории Mitos21 в Зальцбурге (Австрия) как представитель России от «Театра Наций», где представил работу «Boomerang Diner».Выступает куратором проекта NOL.Варка, направленного на поиск и развитие новых форм и содержаний в современном постдраматическом театре.

## Режиссёрские работы в театре
- 2015 — «Америка» (Ф. Кафка). Совместно с Ю. Лайковой. Театр «ГИТИС», Москва.
- 2015 — «Циники» (А. Мариенгоф). Театр «ГИТИС», Москва.
- 2016 — «Африканские Басни» (Г. Остер). Продюсерский дом VERUM, Москва.
- 2016 — «Счастливый день» (А. Островский). Новошахтинский драматический театр, Новошахтинск.[5][6]
- 2017 — «Производство бреда» (П. Пряжко). Театр «18+», Ростов-на-Дону.[7][8]
- 2018 — «Вербатим ТВ». ГРДТ им. Н.А. Бестужева, Улан-Удэ[9].
- 2019 — «Мифки» (С. Фрай). NOL Project, Москва[10].
- 2019 — «HR: Художник». Музей Москвы, Москва[11]
- 2019 — «HR: Гражданин». Музей Москвы, Москва[11]
- 2019 — «Invisible Moscow», Москва[12][13]